# Motegi
Motegi (Japans: 茂木町, Motegi-machi) is een Japanse gemeente in het district Haga in de prefectuur Tochigi.
Op 1 januari 2009 had de gemeente 15.409 inwoners. De bevolkingsdichtheid bedraagt 89 inw./km². De oppervlakte van de gemeente is 172,7 km².
In de gemeente is het Twin Ring Motegi-circuit gelegen, waar onder meer IndyCar- en MotoGP-races worden gehouden.